# میشل کاروینن
میشل کاروینن (انگلیسی: Michelle Karvinen؛ زادهٔ ۲۷ مارس ۱۹۹۰) بازیکن هاکی روی یخ اهل دانمارک است.